# Leeds, Leeds, Leeds
Leeds, Leeds, Leeds, auch bekannt als Marching On Together, ist ein Lied, das das Leeds United Football Team, die Mannschaft der Saison 1971/72 des Fußballvereins Leeds United AFC, aufnahm. Der von Les Reed und Barry Mason geschriebene sowie von Reed arrangierte und produzierte Song wurde 1972 als B-Seite der Single Leeds United auf Reeds Label Chapter 1 Records veröffentlicht. Die Single erreichte 1972 Platz zehn in der britischen Hitparade. Leeds, Leeds, Leeds wurde unter dem Namen Marching On Together, einer Textzeile des Refrains, zur Stadionhymne und konnte sich 1992 und 2010 ebenfalls eigenständig in den Charts platzieren.

## Geschichte

### Vorgeschichte

Wappen von Leeds United

Von 1961 bis 1974 war Don Revie Manager und Trainer des Leeds United A.F.C.; diese Jahre waren die erfolgreichsten für den Fußballverein aus der Industriestadt im Norden Englands. 1968 gewann der Verein seine ersten großen Titel, den Ligapokal und den Messestädte-Pokal, 1969 wurde das Team erstmals englischer Meister. In der Spielzeit 1971/72 lag Leeds am Saisonende hinter Derby County zum fünften Male in der Ära Revie auf Platz zwei. Im Halbfinale des FA Cup 1971/72 besiegte United am 15. April 1972 das Team von Birmingham City mit 3:0 und erreichte zum dritten Mal das Endspiel um den Pokal. Zeitgleich wurde die Single Leeds United veröffentlicht, die nach dem Pokalsieg bis in die Top Ten der britischen Charts stieg.

### Aufnahme
Leeds, Leeds, Leeds wurde wie die A-Seite Leeds United in den Strawberry Studios in Stockport aufgenommen, deren Miteigner Eric Stewart und Graham Gouldman von 10cc waren; die Band spielte auf beiden Aufnahmen des Fußballteams. Wie bei Leeds United spielte Les Reed auf der Aufnahme Klavier. Wer die Supporters, die United-Fans also, waren, die laut Interpretenangabe auf dem Label der Originalsingle mitsangen, ist nicht überliefert.

### Stadionhymne

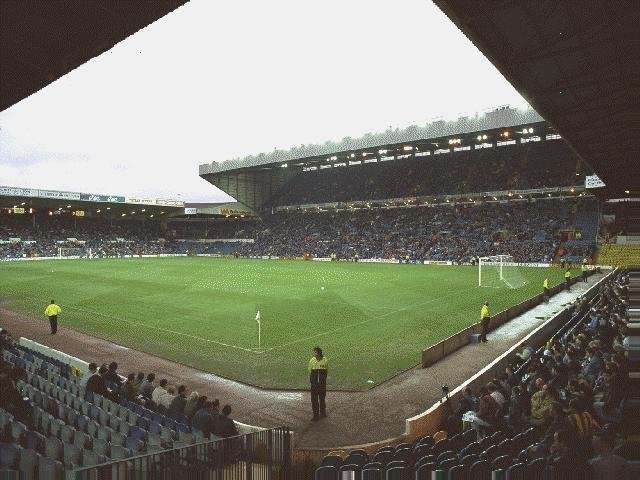
Im Stadion Elland Road wurde "Marching On Together" zur Leeds-United-Hymne

Leeds, Leeds, Leeds wurde unter der gängigeren Bezeichnung Marching On Together zu einer Stadionhymne der Leeds-United-Fans. In Elland Road wird der Song seit Jahren als letztes Lied vor dem Anpfiff gespielt, den zweiten Teil des Refrains (“Marching on together …”) intonieren die Fans auch während der Spiele.

„An jedem Tag werden wir alle sagen:

Wir lieben Dich Leeds, Leeds, Leeds

Überall sind wir für Dich da,

Wir lieben Dich Leeds, Leeds, Leeds

Gemeinsam marschieren wir voran

Wir sind so stolz

Wir rufen es ganz laut

Wir lieben Dich Leeds, Leeds, Leeds

Originaltext:

Every day, we’re all gonna say

We love you Leeds, Leeds, Leeds

Everywhere, we’re gonna be there

We love you Leeds, Leeds, Leeds

Marching on together

We’re gonna see you win

We are so proud

We shout it out loud

We love you Leeds, Leeds, Leeds“

### Wiederveröffentlichungen
Zur Meisterschaft 1992 wurde Leeds, Leeds, Leeds als Single neu veröffentlicht, in einer speziellen Neuabmischung von Shaun Imrei auf der 12-Zoll-Version und nunmehr als A-Seite. Sie erreichte Platz 54 in den britischen Top 100.
Nach dem Wiederaufstieg von Leeds United in die Football League Championship wurde der Song 2010 in einer digital remasterten Version mit zusätzlich eingemischter Stadionatmosphäre als Download auf den gängigen Plattformen veröffentlicht. Nur eine Woche war er erhältlich und erreichte auch dank einer Facebook-Kampagne in dieser Woche Platz zehn in den offiziellen britischen Charts und Platz eins in den BBC Radio One Indie Charts. Der Verein unterstützte die Aktion, unter anderem dadurch, dass Richard Naylor nach dem Heimspiel vor Veröffentlichung mit 38.000 Fans nach dem Match das Lied sang.
Die Enkelin von Ronnie Hilton, Georgette Hilton, kündigte im Februar 2012 an, eine Version von Marching On Together zu veröffentlichen. Ihr Großvater war United-Fan gewesen und hatte mehrere andere Songs über Leeds United, darunter Glory Glory Leeds United, veröffentlicht.